# 国鉄セ1形貨車 (2代)
国鉄セ1形貨車（こくてつセ1がたかしゃ）は、かつて鉄道省に在籍した10 t 積みの石炭車である。
本形式と同一の専用種別車であるセ1形貨車 （初代）についても本項目で解説する。

## セ1形貨車 （初代）
足尾鉄道が1914年（大正3年）に天野工場にて 10 t 積底開き式二軸石炭車テタ2980形8両（テタ2980 - テタ2987）を製作した。本形式は古河合名会社所有の私有貨車（私有ホッパ車）であり日本初の私有ホッパ車であった。当時足尾鉄道は私鉄であったが沿線にある銅山の鉱石輸送を行っておりこれは国策上重要であったことから全線が国によって借上げられ、4年後の1918年（大正7年）に買収され国有化した。本形式は泥鉱輸送を行っていたため、足尾線限定運用で使用された。1928年（昭和3年）に改番が行われ本形式はセ1形（セ1 - セ8）と定められた。全長は6,453 mm、実容積は6 m3、自重は7.0 t であった。

## セ1形貨車 （2代）
1943年（昭和18年）5月1日に小倉鉄道（浅野セメント?）が戦時体制により国有化され、小倉鉄道に在籍していたセ1形13両（セ1 - セ13）は形式番号の変更なく鉄道省車籍に組み入れられた。種車は1898年（明治31年）から1899年（明治32年）にかけて鉄道車輌にて製造された車両である。
しかし同年に形式消滅となった。在籍期間も短くまた戦時中のため資料も少なく詳細は不明である。
鉄道省廃車後の2両が定山渓鉄道へ譲渡されセ1形(定山渓鉄道)（セ12、セ2→セ1、セ2）に定められた。この際同時にセ50形5両、セフ1形2両、セフ20形1両の総計10両の車両が定山渓鉄道へ譲渡された。沿線に大きな炭鉱を持たない定山渓鉄道がこれほど多くの車両を必要としたのは1944年（昭和19年）頃本滝鉱山において低品位ながら褐鉄鉱が産出されたのと、同年10月軍命令により、千歳飛行場の滑走路強化を目的とする砕石を敷き詰めることになり硬石山から1日あたり40両の産出を命じられたためである。戦後これらの運行は廃止され、定山渓鉄道セ1形は1952年（昭和27年）12月5日に用途廃止された。